# Vireó garser ala-rogenc
La vireó garser ala-rogenc (Pteruthius aeralatus) és un ocell de la família dels vireònids (Vireonidae).

## Hàbitat i distribució
Habita els boscos de les muntanyes des del nord de Pakistan, nord de l'Índia, cap a l'est fins al sud de la Xina i, cap al sud, a través de Myanmar, nord-oest, nord-est i sud-est de Tailàndia, sud-oest de Cambodja, nord i sud de Laos i nord i centre del Vietnam. Sumatra i nord de Borneo.

## Taxonomia
Fa uns anys, i arran els treballs de Rheindt et Eaton (2009), Pteruthius flaviscapis (sensu lato) va ser separat en quatre espècies diferents: Pteruthius flaviscapis (sensu stricto), Pteruthius aerolatus, Pteruthius ripleyi i Pteruthius annamensis. Més tard i arran Boesman et al (2016) s'ha comentat que potser aquesta separació va ser massa precipitada i ripleyi i annamensis han estat inclosos a aerolatus.